# Таинственный мистер Кин
«Таинственный мистер Кин» (англ. The Mysterious Mr. Quin) — сборник из 12 рассказов Агаты Кристи, изданный в 1930 году. Посвящён встречам загадочного и демонического мистера Харли Кина с пожилым джентльменом по фамилии Саттерсвейт, вращающимся в высших кругах общества. Когда мистер Саттерсвейт сталкивается с какой-то загадкой, неожиданно появляется мистический мистер Кин и своими наводящими вопросами помогает ему разгадать тайну.
В «Автобиографии» Агата Кристи позже написала, что Кин и Саттерсвейт стали её любимыми персонажами. Последний также появится в её романе из серии Пуаро «Трагедия в трёх актах» (1935), а Кин — ещё в двух рассказах: «Чайный сервиз «Арлекин» и «Любовные перипетии», — вошедших в другие сборники.

## Сборник
1. Приход мистера Кина
2. Тень на стекле
3. В отеле «Колокольчик и мишура»
4. Знамение
5. Душа крупье
6. Человек из моря
7. Голос в темноте
8. Лицо прекрасной Елены
9. «Мёртвый Арлекин»
10. Птица с подбитым крылом
11. На краю земли
12. Тропинка Арлекина

В финале рассказа «Тропинка Арлекина» героиня Анна Денмен (Anna Denman) после своей смерти была опознана как гениальная балерина Анна Харсанова (Anna Kharsanova), которая «в партии умирающей нимфы совмещает в себе аллюзии на выступления обеих знаменитых русских балерин, в конце 1910-х годов обосновавшихся в Англии: Анны Павловой (умирающий лебедь) и Тамары Карсавиной (нимфа [Эхо])». В русском переводе рассказа Н. Калошиной из 20-томного собрания сочинений писательницы героиня фигурирует под именем Анны Карсавиной.